# Вале-де-Салгейру
Вале-де-Салгейру (порт. Vale de Salgueiro; МФА: [ˈva.ɫɨ dɨ saɫ.ˈgɐj.ɾu]) — парафія в Португалії, у муніципалітеті Мірандела. Розташована в північно-східній частині країни, на теренах історичної португальської провінції Трансмонтана. Входить до складу округу Браганса. За адміністративним поділом, чинним до 1976 року, терени парафії були складовою провінції Трансмонтана і Верхнє Дору. Належить до Брагансько-Мірандської діоцезії Католицької церкви. Патрон — святий Севастіан. Площа — 15,1676 км². Населення — 424 ос. (2011). Слабо урбанізований регіон. Густота населення — 27,95 осіб/км²
. Код — 040733.

## Населення
| Кількість мешканців | Кількість мешканців | Кількість мешканців | Кількість мешканців | Кількість мешканців | Кількість мешканців | Кількість мешканців | Кількість мешканців | Кількість мешканців | Кількість мешканців | Кількість мешканців | Кількість мешканців | Кількість мешканців | Кількість мешканців | Кількість мешканців |
| ------------------- | ------------------- | ------------------- | ------------------- | ------------------- | ------------------- | ------------------- | ------------------- | ------------------- | ------------------- | ------------------- | ------------------- | ------------------- | ------------------- | ------------------- |
| 1864                | 1878                | 1890                | 1900                | 1911                | 1920                | 1930                | 1940                | 1950                | 1960                | 1970                | 1981                | 1991                | 2001                | 2011                |
| 520                 | 566                 | 529                 | 578                 | 619                 | 585                 | 698                 | 831                 | 775                 | 768                 | 417                 | 681                 | 525                 | 422                 | 424                 |